# Liste des îles de Nouvelle-Zélande
Voici une liste des îles de Nouvelle-Zélande.
La Nouvelle-Zélande est principalement constituée de deux îles, l'île du Nord et l'île du Sud, la deuxième étant légèrement plus grande et moins peuplée que la première. L'île Stewart (ou Rakiura), légèrement au Sud de l'île du Sud, est de loin la plus grande des autres îles. Waiheke est la troisième île par ordre de population après les deux îles principales.

## Archipel principal
Autour des deux îles principales, on trouve un grand nombre d'îles plus petites :
- Îles Alderman ;
- Île Bench ;
- The Brothers ;
- Île Chalky ;
- Île de la Chèvre ;
- Île Cuvier ;
- Île Dragon (en) ;
- Île de la Grande Barrière (ou Aotea) ;
- Île Green ;
- Île Mana ;
- Tiritiri Matangi ;
- Île de Maud (ou Te Hoiere) ;
- Îles Motukawao (en) ;
- Île Motutapu ;
- Île Noble ;
- Îles Open Bay (en) ;
- Île Pearl ;
- Île Ponui ;
- Île Quail (en) ;
- Île Rabbit (en) ;
- Île Rakino (en) ;
- Île Rangitoto ;
- Île de la Résolution ;
- Île Saint Martin (en) (ou île Quarantine) ;
- Île Secretary ;
- Île Slipper ;
- Île de Matiu/Somes ;
- Île Stephens (ou Takapourewa) ;
- Île Ulva ;
- Île Ward (en) (Makaro) ;
- Île Whale ;
- Île Whanganui (en).

## Autour de l'Île du Nord
- Îles Cavalli
- Île Chickens
- Île de la Petite Barrière (ou Hauturu)
- Îles Hen
- Île de Kapiti
- Île Kawau
- Îles Mercure
- Île Matakana
- Île Mayor (ou Tuhua)
- Île Motiti
- Îles Mokohinau
- Îles Poor Knights
- Île Portland
- Île Pourewa
- Île Slipper
- Îles des Trois Rois
- Île Waiheke
- Île White (ou Whakaari)

## Autour de l'Île du Sud
- Île Anchorage
- Île Arapaoa
- Île Big Moggy
- Île Centre
- Îles Chetwode
- Dog Island (ou Motu Piu)
- Île de la Morue (ou Whenua Hou)
- Île Earnest
- Îles Muttonbird (ou Titi) :
  - Île Big South Cape
- Île Pearl
- Île de Raratoka
- Île Ruapuke
- Îles Solander
- Île Stewart (ou Rakiura)
- Île d'Urville
- Ngaio Island

## Îles extérieures
La Nouvelle-Zélande administre les îles suivantes, situées en dehors de l'archipel principal. Seules les îles Chatham possèdent une population permanente :
- Îles des Antipodes :
  - Île des Antipodes ;
  - Île Bollons.
- Îles Auckland :
  - Île Auckland ;
  - Île Adams.
- Îles Bounty ;
- île Campbell ;
- Îles Chatham :
  - Île Chatham ;
  - Île Mangere ;
  - Île Petite Mangere ;
  - Île Pitt.
- Île Jacquemart ;
- Îles Kermadec :
  - Île Macauley ;
  - Île Raoul.
- Iles Snares.

## Territoires autonomes
- Îles Tokelau :
  - Atafu ;
  - Île Nukunonu ;
  - Fakaofo.

## Revendications territoriales
La Nouvelle-Zélande revendique la dépendance de Ross en Antarctique qui inclut les îles suivantes :
- Îles Balleny :
  - Île Young ;
  - Île Buckle ;
  - Île Sturge.
- Île Roosevelt ;
- Île Ross ;
- Île Scott.